# Суперкнига
«Суперкни́га» (яп. アニメ親子劇場 Анимэ ояко гэкидзё:, «Анимационный театр для детей и родителей») — аниме-сериал религиозной тематики производства компании Tatsunoko Productions, международной дистрибуцией которого занимается Christian Broadcasting Network. Сериал представляет хронику событий Ветхого и Нового Завета Библии.
CBN работает над созданием нового сериала «Суперкнига» с элементами 3D-графики. За 30 лет своего существования мультфильм «Суперкнига» выходил на экранах более чем в 106 странах мира и был переведён на 43 языка.

## Сюжет
События первой серии разворачиваются в доме мальчика Сё Аски. Сё и его подружка Адзуса Ямато убирали на чердаке отца Сё, чудаковатого учёного. Именно там дети и наткнулись на загадочную старую книгу, излучающую сияние. Сё и Адзуса были заинтригованы, ведь открыть книгу у них не получилось. Она открылась сама, наполнив всю комнату ослепительным светом. В этот момент Сё, Адзуса и игрушечный робот Дзэммай-Дзикакэ оказались в прошлом, а именно в Эдемском саду, чтобы увидеть историю Адама и Евы… Загадочная книга — это Библия. Она может говорить и переносить детей вместе с игрушечным роботом Дзэммай-Дзикакэ в прошлое, во времена Ветхого Завета. Во время этих приключений Дзэммай-Дзикакэ оживает. Он ходит, разговаривает, думает и помогает Сё и Адзусе. А дома снова становится обычной игрушкой. В первом сезоне в основном демонстрируются истории из Пятикнижия Ветхого Завета. Также есть несколько эпизодов о жизни и служении Иисуса Христа, а последняя серия — о Павле из Тарса. Позже Библия случайно падает на клавиатуру компьютера. Это вызывает непонятный сбой в системе и даёт возможность увидеть на мониторе прошлое. Кикёму, собачка Сё, каким-то образом теряется во времени, что заставляет Дзэммай-Дзикакэ и двоюродного брата Сё, Ю, отправиться на её поиски. Сё и Адзуса остаются дома, чтобы в реальном времени следить за ними с помощью компьютера. Детям не удаётся сохранить случившееся в тайне, поэтому родители Сё стали очевидцами их приключений.
В новых сериях Дзэммай-Дзикакэ начал функционировать как настоящий робот, и в реальном времени он уже не был игрушкой, как в первом сезоне. В его грудь были вмонтированы клавиатура и монитор, которые обеспечили связь с Сё и Адзусой, а также позволили перемещаться во времени и вернуться домой. Во втором сезоне в основном показываются приключения Дзэммай-Дзикакэ и Ю в поисках потерявшейся собачки Кикёму. Эпизоды второго сезона в основном фокусируются на историях Ветхого Завета. Но есть в нём и истории из первой части мультфильма. Например, об Аврааме, Иосифе и царе Давиде. Главным отличием между сезонами является то, что во втором сезоне между героями настоящего и библейскими персонажами минимальная взаимосвязь и каждый эпизод — это прямая экранизация библейских событий, которые происходят в то время, как Ю и Дзэммай-Дзикакэ ищут Кикёму. В отличие от «Суперкниги», аниме «Летающий дом» рассказывает не только истории Ветхого Завета, но и более глубоко раскрывает земную жизнь Иисуса Христа.

## Персонажи
- Сё Асука (яп. 飛鳥 翔, англ. Christopher “Chris” Peeper — Кристофер «Крис» Пипер) — главный герой, сын профессора Аски. Ленивый мальчик, не любящий школу и постоянно попадающий в неприятности. Ищет любые способы, чтобы не помогать по дому и не делать уроки. Поэтому у него часто возникают споры с отцом. Очень скучает по матери, уехавшей на несколько дней к отцу Ю. Но благодаря его путешествиям в библейские времена он с каждой серией становится всё лучше и лучше, так как Адзуса отвлекает его от скуки.

Сэйю — Масако Сугая (1 сезон), Асами Мукаидоно (2 сезон).
- Адзуса Ямато (яп. 大和 あずさ, англ. Joy — Джой) — соседка и лучшая подруга Криса. Милая девочка, но немного вспыльчивая, особенно когда Сё её дразнит. Адзуса ревнует всякий раз, когда мальчик с восторгом заглядывается на красивых женщин (таких как Ева или Ревекка в соответствующих эпизодах). Добросовестно относится к домашней работе и к жизни в целом.

Сэйю — Кацуи Мива (1 сезон), Такако Цуцуи (2 сезон).
- Дзэммай-Дзикакэ (яп. ゼンマイジカケ, англ. Gizmo — Гизмо, в русской версии — Робик) — имя персонажа, фигурирующего в двух сезонах. В первом сезоне это усовершенствованная игрушка-робот, которую постоянно нужно заводить. Он растёт и активизируется только во время путешествий в прошлое. Он также является частым источником комической помощи. Часто он пытается защитить Сё и Адзусу в опасных ситуациях, которые возникают в библейских историях, но это очень редко у него получается (например, попытка погасить бушующий огонь с помощью своего встроенного пистолета). Во втором сезоне Дзэммай-Дзикакэ очень отличается от своего игрушечного собрата. Он изобретён отцом Ю. Это самый настоящий робот, ростом с человека. Он активен и в настоящем, и в прошлом времени. В этом сезоне он изображён как более компетентный защитник и компаньон Ю. Оба робота выглядят одинаково, отличаются только голосами.

Сэйю — Хироси Масуока.
- Кикёму (яп. キキョム, англ. Ruffles — Руфлс, в русской версии — Долли) — маленький йоркширский терьер Сё. В первом сезоне она является источником радости, часто непреднамеренно разоблачает некоторые безрассудные планы Сё (что очень его раздражает). Во втором сезоне Кикёму случайно попадает в библейские времена в компьютеризированную Суперкнигу. Ю и Дзэммай-Дзикакэ пытались найти её до тех пор, пока родители Сё не поняли, что случилось. Однако собака нашлась, Сё и Адзуса последовали за ними, но в результате поломки компьютера вынуждены остаться в библейских временах.
- Ю Асука (яп. 飛鳥 悠, англ. Uriah “Uri” Peeper — Юрия «Юри» Пипер, в русской версии — Эрик) — двоюродный брат Сё по отцу. О нём ничего не говорится в первых сериях. С помощью уже компьютеризированной Суперкниги Ю вместе с Дзэммай-Дзикакэ отправляется на поиски пропавшей собачки Кикёму. Отец мальчика появляется только в первой и в двух последних сериях второго сезона, причём в первом серии он просит родителей Сё присматривать за детьми, а в последних двух он пытается починить компьютер и вытащить детей Сё, Адзусу, Ю, Дзэммай-Дзикакэ и Кикёму, которые после поисков застряли в библейских временах. О матери мальчика ничего не говорится.

Сэйю — Фумио Мацуока.

## Медиа

### Аниме
Производством занималась Tatsunoko Production совместно с Production LOOSE, под руководством режиссёра Хигути Масакадзу, по сценарию Акиёси Сакаи, Кэйдзи Куботы, Киити Такаямы, Рёко Такаги, Наоко Миякэ, Сабуро Эбинумы, Харуи Ямадзаки, Такао Коямы и Масакадзу Хигути. За дизайн персонажей отвечали Ноа Каваи, Норио Ядзава и Юити Фукухара, а музыкальное сопровождение написали Масахито Маруяма и Кацухико Накамура. Премьерный показ в эфире на телеканале TV Tokyo проходил с 1 октября 1981 года по 26 сентября 1983 года. Между первым и вторым сезоном «Суперкниги» был запущен аниме-сериал «Летающий дом», также состоящий из 52 серий. Оригинальный сериал был показан по телевидению Токио (Fuji Television), а также на различных местных телеканалах по всей Японии. Мультфильм в прайм-тайм одновременно посмотрело более 8 миллионов человек. Английская версия мультфильма была показана CBN Cable Network (в настоящее время ABC Family), а также на других каналах — с помощью синдикации. Впервые телеканалы стран СНГ показали «Суперкнигу» в 1991 году. В течение трансляций 104 серий мультфильма на московский адрес CBN пришло более 6 миллионов детских писем. Полностью готово 13 серий: «В начале…», «Испытание!», «Путь к прощению», «Отпусти Мой народ», «Десять заповедей», «Поединок с великаном», «Львиный рык!», «Первое Рождество», «Чудеса Иисуса», «Тайная вечеря», «Христос Воскрес!», «Дорога в Дамаск» и «Альфа и Омега» CBN бесплатно выложил первый и второй сезоны на собственном сайте.
С 1 сентября 2011 года и по настоящее время на Американском телеканале CBN выходит новый аниме-сериал под названием Superbook 3D: Reboot. Производством теперь занимается китайская компания Daysview Digital совместно с Американской компанией Spun Productions. Режиссёрами проекта являются Роб Корли, Брайан Пол Ричардсон и Том Бэнкрофт. Сценарий пишут Сидни Кларк, Брайан Коран, Дэвид Эрман, Шон Гафни, Стив Гранат, Тим Ходж, Майкл Мертон, Шон Роуш, Марк Стил и Лен Ули. Музыкальное сопровождение пишет композитор Курт Хейнеке.

#### Список серий
| Суперкнига (1981—1982). Первый сезон | Суперкнига (1981—1982). Первый сезон    | Суперкнига (1981—1982). Первый сезон |
| № серии                              | Название                                | Трансляция в Японии                  |
| ------------------------------------ | --------------------------------------- | ------------------------------------ |
| 1                                    | Как всё началось «How It All Began»     |                                      |
| 2                                    | Каин и Авель «My Brother's Keeper»      |                                      |
| 3                                    | Великий потоп «The Flood»               |                                      |
| 4                                    | Испытание «The Test»                    |                                      |
| 5                                    | Невеста Исаака «Here Comes the Bride»   |                                      |
| 6                                    | Проданное первородство «Double Trouble» |                                      |
| 7                                    | Вещие сны Иосифа «A Dream Come True»    |                                      |
| 8                                    | Чудо-жезл «The Miracle Rod»             |                                      |
| 9                                    | Иерихон «Those Amazing Trumpets»        |                                      |
| 10                                   | Гедеон «Pitchers of Fire»               |                                      |
| 11                                   | Самсон «Muscleman»                      |                                      |
| 12                                   | Рождество «The First Christmas»         |                                      |
| 13                                   | Чудеса любви «Miracles of Love»         |                                      |
| 14                                   | Лучшие новости                          |                                      |
| 15                                   | Любовь к матери                         |                                      |
| 16                                   | Иов                                     |                                      |
| 17                                   | Иона и кит                              |                                      |
| 18                                   | Первый царь                             |                                      |
| 19                                   | Давид и Голиаф                          |                                      |
| 20                                   | Мудрый Соломон                          |                                      |
| 21                                   | Истинный пророк                         |                                      |
| 22                                   | Огненная колесница                      |                                      |
| 23                                   | Львиный ров                             |                                      |
| 24                                   | Стены Иерусалима                        |                                      |
| 25                                   | Прекрасная царица                       |                                      |
| 26                                   | Павел                                   |                                      |

| 27                                                                                             | ««Где же, о где же?»»          |  |
| 28                                                                                             | «Сосиски в тесте»              |  |
| 29                                                                                             | «Испытание верности»           |  |
| 30                                                                                             | «Любовь с первого взгляда»     |  |
| 31                                                                                             | «Папин любимчик»               |  |
| 32                                                                                             | «Всё о снах»                   |  |
| 33                                                                                             | «Заложник»                     |  |
| 34                                                                                             | «Воссоединение семьи»          |  |
| Эти 4 серии об истории Иосифа                                                                  |                                |  |
| 35                                                                                             | «Дар небесный»                 |  |
| 36                                                                                             | «Горящий куст»                 |  |
| 37                                                                                             | «Хватит бедствий!»             |  |
| 38                                                                                             | «Обратно в Египет?»            |  |
| Эти 4 серии об истории Моисея и исходе израильтян из Египта.                                   |                                |  |
| 39                                                                                             | «Всё о ядовитых змеях»         |  |
| Иисус Навин                                                                                    |                                |  |
| 40                                                                                             | «Та, за которую стоит сражать» |  |
| Гофониил                                                                                       |                                |  |
| 41                                                                                             | «Крепкая левая рука»           |  |
| Аод и царь Еглон                                                                               |                                |  |
| 42                                                                                             | «Увязли в грязи»               |  |
| Девора и Варак                                                                                 |                                |  |
| 43                                                                                             | «Обещание»                     |  |
| Обет Иеффая                                                                                    |                                |  |
| 44                                                                                             | «Заслуженный подарок»          |  |
| Илий и Самуил                                                                                  |                                |  |
| 45                                                                                             | «Чудесный подарок»             |  |
| Помазание Саула на царство Израиля                                                             |                                |  |
| 46                                                                                             | «Могущественный пастушок»      |  |
| 47                                                                                             | «С высоты падать больнее»      |  |
| 48                                                                                             | «Верный и искренний друг»      |  |
| 49                                                                                             | «Царь Давид»                   |  |
| 4 вышеперечисленных серии об истории Давида, включая сражение с Голиафом и дружбу с Ионафаном. |                                |  |
| 50                                                                                             | «В зените славы»               |  |
| Царь Соломон                                                                                   |                                |  |
| 51                                                                                             | «Злая царица»                  |  |
| 52                                                                                             | «Вопрос времени»               |  |
| Царь Езекия и пророк Исаия                                                                     |                                |  |

### Перезапуск сериала
| Сезон | Серии | Серии | Даты показа     | Даты показа      | Даты показа                                                                      |
| Сезон | Серии | Серии | Первая серия    | Последняя серия  | Канал                                                                            |
| ----- | ----- | ----- | --------------- | ---------------- | -------------------------------------------------------------------------------- |
| 1     | 13    | 13    | 1 сентября 2011 | 29 марта 2013    | CBN, Youtube, сайт телеканала, есть на русском языке.                            |
| 2     | 13    | 13    | 24 июня 2013    | 19 сентября 2014 | CBN, Youtube, сайт телеканала, есть на русском языке.                            |
| 3     | 13    | 13    | 6 ноября 2014   | 17 марта 2017    | CBN, сайт телеканала, на русском языке есть в мобильном приложении «Суперкнига». |
| 4     | 13    | 13    | 24 июня 2017    | 25 июня 2019     | CBN, сайт телеканала, на русском языке пока нет.                                 |
| 5     | 14    | 14    | 1 сентября 2019 | TBA              | CBN, сайт телеканала, на русском языке пока нет.                                 |

#### Сезон 1 (2011—2013)
| № | № в сезоне | Название                                        | Scripture reference(s)                                  | Режиссёр                    | Автор сценария                 | Дата премьеры   |
| --- | ---------- | ----------------------------------------------- | ------------------------------------------------------- | --------------------------- | ------------------------------ | --------------- |
| 1 | 1          | «В начале…» «Сотворение мира»                   | Genesis 1–3                                             | Bryant Paul Richardson      | Len Uhley                      | 1 сентября 2011 |
| Крис не послушался отца и пробрался в лабораторию, чтобы увидеть новейшее изобретение профессора Квантума — но у мальчика приключилась авария, в результате которой незаконченная сверхсекретная работа была практически уничтожена. Крис в ужасе и не представляет, что скажет отцу. В дело вступает Суперкнига: отправляет троих героев в путешествие, в ходе которого они становятся свидетелями падения Люцифера и его превращения в дьявола в результате ожесточённой битвы на небесах. |            |                                                 |                                                         |                             |                                |                 |
| 2 | 2          | «Испытание!» «Авраам и Исаак»                   | Genesis 18:1-15; 22:1-19                                | Bryant Paul Richardson      | Michael Merton                 | 25 марта 2013   |
| Крис несказанно рад, потому что ему подарили новейшую голографическую игровую приставку «Голо-9»! Но Крис испытывает угрызения совести, когда узнаёт, что одному больному мальчику в местной больнице тоже хотелось бы иметь такую приставку. Только вмешательство Суперкниги и знакомство с Авраамом и Исааком помогают Крису измениться. Видя послушание Авраама Богу, Крис осознаёт, что нужно всегда ставить Бога на первое место (даже превыше «Голо-9»), и тогда у тебя всё получится. |            |                                                 |                                                         |                             |                                |                 |
| 3 | 3          | «Путь к прощению» «Иаков и Исав»                | Genesis 25:19-34; 26:34–28:5; 32:1–33:20                | Bryant Paul Richardson      | David Ehrman                   | 25 марта 2013   |
| Во время оживлённого «водного боя» во дворе семьи Квантум Джой случайно обливает Робика, после чего в нём происходит какой-то сбой, и он вдруг решает, что Джой — его хозяйка. Крису никак не удаётся исправить поломку и он злится на Джой, заявляя, что никогда её не простит. В дело вступает Суперкнига и переносит детей во времена Иакова и Исава. Два брата во всём соперничают. Когда же Исав продаёт своё первородство, а Иаков обманом получает от отца благословение, братья на много лет обрывают связи друг с другом. Когда Иаков, наконец, приходит к Исаву, и его брат находит в себе силы простить Иакова, Крис осознаёт свою ошибку и также прощает Джой. |            |                                                 |                                                         |                             |                                |                 |
| 4 | 4          | «Отпусти Мой народ» «Исход»                     | Exodus 2:11-15; 3:1–14:31                               | Bryant Paul Richardson      | Cydne Clark and Steve Granat   | 1 апреля 2011   |
| Крис, Джой и Робик сидят в лаборатории и вспоминают удивительные путешествия с Суперкнигой; у Робика возникает идея спросить детей, какая библейская история, на их взгляд, была самой лучшей. В ответ на его вопрос Суперкнига переносит друзей во времена Моисея. Они становятся свидетелями того, как Моисей выводит из Египта израильский народ. |            |                                                 |                                                         |                             |                                |                 |
| 5 | 5          | «Десять заповедей» «Моисей и закон»             | Exodus 16:1-35; 19:1–20:21; 31:18–32:26; 34:1-10, 27-32 | Bryant Paul Richardson      | Cydne Clark and Steve Granat   | 1 сентября 2011 |
| Семья Квантум, а также Джой и Робик выехали на природу. Но Крис решил про себя, что поездка будет интереснее, если он не станет соблюдать правила, установленные родителями и смотрителем парка. Из-за такого пренебрежительного отношения к правилам Суперкнига переносит нашу троицу в прошлое, чтобы они поняли, что правила придуманы для нашей же защиты, а не чтобы лишить нас удовольствий. |            |                                                 |                                                         |                             |                                |                 |
| 6 | 6          | «Поединок с великаном» «Давид и Голиаф»         | 1 Samuel 16:1-13; 17:1-52                               | Rob Corley and Tom Bancroft | Brian Cochran and Sean Gaffney | 24 декабря 2012 |
| Крис Квантум не может играть на гитаре, робея перед толпой зрителей. Суперкнига переносит детей для встречи с мальчиком, который боролся с собственным «великаном». Крис, Джой и Робик подружились с мальчиком Давидом, которого послали отнести хлеб братьям на поле боя, где те сражались с филистимлянами. Увидев, как Давид борется с великаном Голиафом, Крис находит в себе силы сразиться с собственными «великанами». |            |                                                 |                                                         |                             |                                |                 |
| 7 | 7          | «Roar!» «Львиный рык!»                          | Даниил и львиный ров                                    | Bryant Paul Richardson      | Mark Steele                    | 1 января 2013   |
| Крис робеет и не может «поступить правильно», когда маленького мальчика Томми обижает хулиган Барри в скейтпарке. Суперкнига переносит детей в древний Вавилон, где они встречаются с Даниилом и царём Дарием. Благодаря этому приключению Крис понимает, что даже в самой сложной ситуации Бог поддержит нас, если мы отстаиваем правду. |            |                                                 |                                                         |                             |                                |                 |
| 8 | 8          | «Первое Рождество» «Рождение Иисуса Христа»     | Gospel Harmony                                          | Bryant Paul Richardson      | Len Uhley                      | 25 декабря 2012 |
| Коммерческий дух Рождества витает в доме Квантумов. После того как Крис бесцеремонно заявляет, что семейный вертеп — это лишь праздничная безделушка, такая же как олени Санта-Клауса, Суперкнига переносит наших юных героев туда, где им открывается истинное значение Рождества. |            |                                                 |                                                         |                             |                                |                 |
| 9 | 9          | «Чудеса Иисуса Христа» «Чудеса I»               | Gospel Harmony                                          | Bryant Paul Richardson      | Len Uhley                      | 27 марта 2013   |
| Когда Крису начинает казаться, что загадочный уличный Чародей обладает сверхъестественными силами, Суперкнига переносит наших друзей в древнюю Галилею. Там на их глазах Иисус совершает настоящие чудеса: исцеляет калеку, усмиряет бурю на море и изгоняет бесов. В этом чудесном путешествии Крис понимает, что сила творить чудеса может исходить только от Бога. |            |                                                 |                                                         |                             |                                |                 |
| 10 | 10         | «Тайная вечеря»                                 | Gospel Harmony                                          | Bryant Paul Richardson      | Sean Gaffney                   | 28 марта 2013   |
| Криса и его группу пригласили участвовать в телевизионном конкурсе «Лучшая группа в мире» — успех вскружил ему голову. Чтобы это исправить, Суперкнига переносит детей в Иерусалим, где Крис узнаёт: несмотря на то, что Иисус был знаменитым, Он оставался смиренным и служил другим. Во время Тайной вечери Крис, Джой и Робик возвращаются домой, и у Криса в корне меняется отношение к другим членам группы. |            |                                                 |                                                         |                             |                                |                 |
| 11 | 11         | «Христос Воскресе!» «Воскресение Иисуса Христа» | Gospel Harmony                                          | Bryant Paul Richardson      | Tim Hodge and Len Uhley        | 29 марта 2013   |
| Крис поссорился со своей мамой Фиби. Суперкнига начинает действовать и в этой очень особенной серии переносит Криса, Джой, Робика и Фиби в прошлое. Там они встречаются с Марией, матерью Иисуса, в самое тяжёлое для неё время — время распятия её Сына. Когда Суперкнига возвращает семью в наше время, Крис становится умнее и просит у мамы прощения за ссору. |            |                                                 |                                                         |                             |                                |                 |
| 12 | 12         | «Дорога в Дамаск» «Савл стал Павлом»            | Acts 7:54-8:3; 9:1-25 1 Timothy 1:15-16                 | Bryant Paul Richardson      | Tim Hodge                      | 27 декабря 2012 |
| Когда в жизнь Криса и Джой ворвался некий «трудный подросток», они даже не представляли себе, что он сможет измениться. Однако Суперкнига переносит наших героев во времена раннего христианства, где они знакомятся с жестоким человеком по имени Савл Тарсянин. Дети становятся свидетелями чудесного обращения Савла, а потом возвращаются домой с новой надеждой, что с Богом всегда возможны замечательные перемены. |            |                                                 |                                                         |                             |                                |                 |
| 13 | 13         | «Откровение: финальная битва» «Альфа и Омега»   | Revelation 1; 4; 20—22                                  | Bryant Paul Richardson      | Sean Gaffney                   | 29 марта 2013   |
| Крис по неосторожности сжигает дом своей семьи и считает, что такому ужасному поступку нет прощения. Но Суперкнига переносит наших героев туда, где они смогут убедиться, что прощение — точнее, всепрощение, — всегда было неотъемлемой частью Божьего плана для человечества. |            |                                                 |                                                         |                             |                                |                 |

#### Сезон 2 (2013—2014)
| № | № в сезоне | Название                                           | Scripture reference(s)                                                    | Режиссёр                                 | Автор сценария                          | Дата премьеры    |
| --- | ---------- | -------------------------------------------------- | ------------------------------------------------------------------------- | ---------------------------------------- | --------------------------------------- | ---------------- |
| 14 | 1          | «Иона» «Jonah Hears God»                           | Jonah 1—4                                                                 | Bryant Paul Richardson                   | Cory Edwards                            | 29 июня 2013     |
| Джой видит, как Шерон Майерс крадёт велосипед, и сообщает об этом директору. К удивлению Джой, директор Трэвис прощает Шерон и не наказывает её. В то время как Джой возмущается, почему Шерон не получила должного наказания, Суперкнига переносит её, Криса и Робика во времена пророка Ионы и знакомит с ним детей. Иона убегает от Бога, потому что считает, что жители Ниневии недостойны Божьей милости. Благодаря истории об Ионе Джой понимает, что милость — это великий дар, который можно получать и отдавать. |            |                                                    |                                                                           |                                          |                                         |                  |
| 15 | 2          | «Иосиф и сны Фараона» «Сны Иосифа»                 | Genesis 37; 40–46                                                         | Bryant Paul Richardson                   | Sean Gaffney                            | 29 августа 2013  |
| Суперкнига переносит Криса в древний Египет. Крис, Джой и Робик становятся свидетелями испытаний и побед Иосифа. Во всех ситуациях Иосиф неизменно доверяет Богу. Увидев, как из заключённого Бог делает Иосифа правителем, Крис понимает, насколько важно доверять Божьим намерениям. |            |                                                    |                                                                           |                                          |                                         |                  |
| 16 | 3          | «The Fiery Furnace!» «Седрах, Мисах и Авденаго»    | Daniel 3                                                                  | Bryant Paul Richardson                   | Brian Cochran                           | 27 августа 2013  |
| Крису выпадает испытание совести, и Джой пытается направить его на правильный путь. Суперкнига переносит детей в прошлое, чтобы показать, как трое юношей проходят испытание огнём. |            |                                                    |                                                                           |                                          |                                         |                  |
| 17 | 4          | «Rahab and the Walls of Jericho» «Иерихон»         | Joshua 1—2, 5:13-6:27                                                     | Bryant Paul Richardson                   | Len Uhley                               | 18 июля 2013     |
| У Джой не складываются отношения с одноклассницей Бекки. Суперкнига переносит Криса, Джой и Робика в те времена, когда израильтяне объединяют усилия с Раав — жительницей города, на который собираются напасть. Джой понимает, что даже враги могут найти общий язык. |            |                                                    |                                                                           |                                          |                                         |                  |
| 18 | 5          | «Есфирь: For Such a Time as This!» «Царица Эсфирь» | Esther 2—8                                                                | Bryant Paul Richardson                   | Sindy McKay                             | 17 августа 2013  |
| В школе Джой оказывается перед выбором: защитить девочку Бонни или поддаться стадному инстинкту. Суперкнига переносит Криса, Джой и Робика в те времена, когда свой выбор сделала царица Есфирь, поддержав израильский народ. Благодаря этому Джой находит в себе силы противостоять Джанис и членам клуба для девочек. |            |                                                    |                                                                           |                                          |                                         |                  |
| 19 | 6          | «Иоанн Креститель»                                 | Gospel Harmony                                                            | Bryant Paul Richardson                   | Len Uhley                               | 9 января 2014    |
| Крис никак не может решить: играть в украденные игры или удалить. Суперкнига переносит Криса, Джой и Робика во времена Иоанна Крестителя, который вёл благочестивую жизнь и обращал людей к Иисусу. Эта встреча ободряет Криса, и он находит в себе смелость отказать Сэму. |            |                                                    |                                                                           |                                          |                                         |                  |
| 20 | 7          | «Кораблекрушение Павла»                            | Acts 21:27-36; 23:11; 27:1-28:10 1 Corinthians 9:22 2 Corinthians 12:9-10 | Bryant Paul Richardson                   | Steve Granat and Cydne Clark            | 11 октября 2013  |
| Помогая пострадавшим в стихийном бедствии, Джой вынуждена сделать выбор: продолжить свою миссию или сдаться. Суперкнига переносит Криса, Джой и Робика в то время, когда Павел, невзирая на обстоятельства, решает сосредоточиться на своей миссии. Это подталкивает Джой продолжить помощь пострадавшим. |            |                                                    |                                                                           |                                          |                                         |                  |
| 21 | 8          | «Job»                                              | Job 1—2; 16:2-6; 19:25-27; 38—42                                          | Tom Bancroft                             | Sean Roche                              | 24 июня 2014     |
| У Криса худшая неделя в жизни: умер его дедушка. Ему кажется, что он этого не переживёт. Он опускает руки и больше не хочет правильно себя вести. Суперкнига переносит Криса, Джой и Робика в то время, когда дьявол испытывал Иова. |            |                                                    |                                                                           |                                          |                                         |                  |
| 22 | 9          | «Ноев ковчег» «Noah Hears from God»                | Genesis 6:5-9:17                                                          | Bryant Paul Richardson                   | Len Uhley                               | 9 ноября 2013    |
| Крису и Джой надлежит сделать выбор: прогулять уроки вместе с плохой компанией или не поддаться пагубному влиянию Пирса. Суперкнига переносит Криса, Джой и Робика в то время, когда мир был охвачен злом. Это путешествие дало Крису и Джой силы устоять перед плохим влиянием Пирса. |            |                                                    |                                                                           |                                          |                                         |                  |
| 23 | 10         | «Гедеон»                                           | Judges 6:1-23, 33-7:23; 8:22-23                                           | Bryant Paul Richardson                   | Tim Hodge, Cydne Clark and Steve Granat | 27 августа 2014  |
| Джой предстоит решить сложную жизненную задачу и выбрать между риском и страхом. Суперкнига переносит Джой, Криса и Робика во времена Гедеона, когда тот побеждает в битве с мадианитянами. Это путешествие вдохновляет Джой с Божьей помощью исполнить порученное ей задание. |            |                                                    |                                                                           |                                          |                                         |                  |
| 24 | 11         | «Отречение Петра»                                  | Gospel Harmony                                                            | Bryant Paul Richardson                   | Len Uhley                               | 10 марта 2014    |
| Крис играет в баскетбол с крутыми ребятами и больше не хочет общаться с немодной Джой. Суперкнига переносит Джой, Криса и Робика в те времена, когда Пётр трижды отрёкся от Иисуса. Это путешествие помогает Крису понять ценность дружбы. |            |                                                    |                                                                           |                                          |                                         |                  |
| 25 | 12         | «Блудный сын»                                      | Gospel Harmony                                                            | Bryant Paul Richardson                   | Sean Roche                              | 27 августа 2014  |
| Аарон попадает в неприятности. Он прячется от отца. Крис задаётся вопросом, действительно ли поступок Аарона непростителен. Суперкнига переносит Криса, Джой и Робика в те времена, когда Иисус рассказывал притчи. Одна из них учит: что бы мы ни натворили, Бог примет нас обратно с распростёртыми объятиями, если мы попросим прощения. |            |                                                    |                                                                           |                                          |                                         |                  |
| 26 | 13         | «Илия и пророки Ваала» «Илия»                      | 1 Kings 17:1; 18:16-46                                                    | Tony Bancroft and Bryant Paul Richardson | David Baldwin                           | 19 сентября 2014 |
| Крис одержим идеей стать самым могущественным «богом» в онлайн-игре «Битва богов!». Но Суперкнига знакомит его с Илией, который противостоит пророкам бога Ваала. Илия убеждает верующих, что есть лишь один истинный Бог. |            |                                                    |                                                                           |                                          |                                         |                  |

#### Сезон 3 (2014—2017)
| № | № в сезоне | Название                                                        | Scripture reference(s)                                                          | Режиссёр                                   | Автор сценария              | Дата премьеры    |
| --- | ---------- | --------------------------------------------------------------- | ------------------------------------------------------------------------------- | ------------------------------------------ | --------------------------- | ---------------- |
| 27 | 1          | «Руфь»                                                          | Ruth 1—4                                                                        | Tony Bancroft and Bryant Paul Richardson   | Erin Zimmerman              | 13 января 2015   |
| Мама Криса забывает, что у него запланирована поездка на озеро, и предлагает ему помочь своей двоюродной бабушке Изобель поработать во дворе на выходных. В Суперкниге Крис, Джой и Гизмо встречаются с человеком, который отказался от всего, чтобы проявить доброту к своей семье. Они встречают Руфь, молодую женщину из Моава, чей муж умер, оставив её наедине со своей овдовевшей свекровью Ноеминь. В дело вмешивается добросердечный родственник, чтобы навсегда изменить их жизнь.                   |            |                                                                 |                                                                                 |                                            |                             |                  |
| 28 | 2          | «Tower of Babel and The Day of Pentecost» «Вавилонская башня»   | Genesis 11:1-9 Acts 1:4-11; 2:1-47                                              | Bryant Paul Richardson                     | Sean Roche                  | 20 августа 2015  |
| Крис и Джой изо всех сил пытаются общаться с новым учеником в школе, который только что переехал из Индии. Внезапно Суперкнига переносит Криса, Джой и Гизмо в прошлое, когда Бог смешал языки. |            |                                                                 |                                                                                 |                                            |                             |                  |
| 29 | 3          | «Рождение Иоанна Крестителя»                                    | Gospel Harmony                                                                  | Craig Grasso and Bryant Paul Richardson    | Sean Roche                  | 6 ноября 2014    |
| Фиби (мама Криса) ухаживает за двухлетним сыном своей подруги миссис Петерсон, Чарли. Джой не хочет помогать заботиться о нём («Ни за что. Не сейчас. Никогда!»). Появляется Суперкнига, в которой Крис, Джой, Гизмо и Чарли становятся свидетелями Рождества Иоанна Крестителя. |            |                                                                 |                                                                                 |                                            |                             |                  |
| 30 | 4          | «Исаак и Ребекка» «Rebekah and Isaac»                           | Genesis 23:1; 24                                                                | Robert Kirbyson                            | Nate Ehram and David Ehrman | 3 августа 2015   |
| Крис не слушает отца и не следует его наставлениям. Внезапно Суперкнига заставляет их провести время с Элиэзером. |            |                                                                 |                                                                                 |                                            |                             |                  |
| 31 | 5          | «Нееман и служанка»                                             | 2 Kings 5:1-19                                                                  | Bryant Paul Richardson                     | Sean Roche                  | 11 декабря 2014  |
| Джой расстроена, потому что она отвечает за большой проект. Она выполнила всю руководящую работу, но обнаруживает, что никто не выполняет её распоряжения. Суперкнига увлекает детей на встречу со служанкой Неемана и покажет его удивительное исцеление от проказы. |            |                                                                 |                                                                                 |                                            |                             |                  |
| 32 | 6          | «Samuel and the Call of God» «Самуил»                           | 1 Samuel 1:9-18, 20; 2:12-4:18; 7:3-17                                          | Jerry Yu Ching                             | Sean Gaffney                | 11 декабря 2015  |
| Крис считает, что он слишком молод, чтобы Бог призвал его помочь Джейсону (мальчику из «Дороги в Дамаск»). Внезапно Суперкнига переносит их в то время, когда юный Самуил призван Богом. |            |                                                                 |                                                                                 |                                            |                             |                  |
| 33 | 7          | «Давид и Саул» «Saul and David»                                 | 1 Samuel 15:10-29; 16:14-23; 18:5-16, 25-29; 24:1-22 2 Samuel 1:2, 11-12; 2:1-4 | Bryant Paul Richardson                     | Len Uhley                   | 4 февраля 2016   |
| Крис клянётся отомстить подросткам, но Суперкнига увлекает троицу на встречу с Давидом, который стал великим воином и врагом сердитого и ревнивого царя Саула. Крис смотрит, как Давид милует Саула. Увидев акт милосердия Давида, Крис решает не мстить и оставляет суд Богу. |            |                                                                 |                                                                                 |                                            |                             |                  |
| 34 | 8          | «Неемия»                                                        | Nehemiah 1; 2:10-20; 4:1-22; 6:1-16; 7:4-8:12                                   | Bryant Paul Richardson and Robert Kirbyson | Nate Ehram and David Ehrman | 26 мая 2016      |
| Когда Криса просят позаниматься с двумя неуспевающими учениками, над которыми смеются в классе, он сомневается, что подходит для этой работы. Затем Суперкнига увлекает Криса, Джой и Гизмо в древний Иерусалим. Они встречают Неемию, над которым издеваются и которому угрожают, когда он восстанавливает стены Иерусалима. Крис учится выполнять работу, которую даёт Бог. |            |                                                                 |                                                                                 |                                            |                             |                  |
| 35 | 9          | «Елисей и сирийцы»                                              | 2 Kings 2:1-15; 6:1-23                                                          | Jerry Yu Ching                             | Mark Edward Edens           | 26 сентября 2016 |
| Джой смущает видео, где она ест, которое разместила в сети девушка Барбара. Джой планирует отомстить, опубликовав видео, на котором Барбара упала на соревнованиях. Прежде чем она успевает загрузить видео в сеть, Суперкнига переносит детей в прошлое, чтобы они стали свидетелями чудес, совершаемых пророком Елисеем, когда он чудом избегает вреда от сирийских солдат, посланных, чтобы схватить его.                                                                                                  |            |                                                                 |                                                                                 |                                            |                             |                  |
| 36 | 10         | «Лазарь»                                                        | Gospel Harmony                                                                  | Jerry Yu Ching and Bryant Paul Richardson  | Nate Ehram                  | 17 марта 2017    |
| Джой слышит о маленькой девочке, которая постеснялась прийти в парк развлечений. Появляется Суперкнига и отправляет Джой, Криса и Гизмо на встречу с Иисусом Христом, в момент когда Он откладывает посещение Его друга Лазаря, который был болен. Задерживаясь, Иисус может совершить ещё большее чудо — воскресение его из мёртвых. Радостно узнав, что время прихода Бога всегда правильно, Джой, Крис и Гизмо навещают застенчивую девушку и создают аттракционы даже более замечательные, чем настоящие. |            |                                                                 |                                                                                 |                                            |                             |                  |
| 37 | 11         | «Царь Соломон»                                                  | 1 Kings 2:1-4; 3:4-28                                                           | Jerry Yu Ching and Bryant Paul Richardson  | David Baldwin               | 28 ноября 2016   |
| Крис сталкивается с проблемой, о которой он даже не подозревал, когда отец оставляет его ответственным за важный проект. Когда Крис не знает, что делать, Суперкнига переносит детей в древний Иерусалим, где они встречают Царя Соломона. Там Соломон побуждает Криса разделить своё бремя с Господом и молиться о мудрости. |            |                                                                 |                                                                                 |                                            |                             |                  |
| 38 | 12         | «Сон Навуходоносора» «'Daniel and King Nebuchadnezzar's Dream'» | Daniel 2                                                                        | Jerry Yu Ching and Bryant Paul Richardson  | Mark Edward Edens           | 27 февраля 2017  |
| Когда Джой не справляется со своими обязанностями и проектами, Суперкнига забирает детей обратно в Вавилон, чтобы встретить Даниила во дворце царя Навуходоносора. Даниилу грозит верная смерть, если Бог не откроет ему значение царского сна. Бог отвечает на молитву Даниила, и царь щедро награждает Даниила. Когда Джой и дети возвращаются домой, они вдохновляются примером Даниила искать Бога в молитве о решении их проблем.                                                                        |            |                                                                 |                                                                                 |                                            |                             |                  |
| 39 | 13         | «Добрый самаритянин»                                            | Gospel Harmony                                                                  | Bryant Paul Richardson                     | Mark Edward Edens           | 13 февраля 2015  |
| В то время как «голодная» Джой с нетерпением ждёт пиццы, Крис обеспокоен девушкой и её братом, которым нечего есть. Суперкнига увлекает детей в то время, когда Иисус рассказал притчу о добром самаритянине. |            |                                                                 |                                                                                 |                                            |                             |                  |

#### Сезон 4 (2017—2019)
| № | № в сезоне | Название                                                   | Scripture reference(s)                                                                         | Режиссёр                              | Автор сценария | Дата премьеры   |
| --- | ---------- | ---------------------------------------------------------- | ---------------------------------------------------------------------------------------------- | ------------------------------------- | -------------- | --------------- |
| 40 | 1          | «Иисус кормит голодных» «Miracles of Jesus 2/Miracles II»  | Gospel Harmony                                                                                 | Неизвестно                            | Неизвестно     | 18 ноября 2018  |
| Суперкнига переносит детей на свадьбу в Кане. Свадебный пир испорчен, когда заканчивается вино, но Иисус чудесным образом превращает воду в вино. Затем дети становятся свидетелями того, как Иисус накормил более пяти тысяч человек, умножив несколько рыб и пять хлебов. |            |                                                            |                                                                                                |                                       |                |                 |
| 41 | 2          | «Пётрл и Корнелиус» «Salvation for All!»                   | Acts 10:1-48; 11:15-18                                                                         | Неизвестно                            | Неизвестно     | 24 июня 2017    |
| Джой и Крис опаздывают в школу. Если Крис получит ещё один билет от строгого школьного завуча, то его оставят после уроков. Тогда Крис обращается за помощью к Гизмо, чтобы попытаться незаметно попасть в школу, но его план не срабатывает и Криса и Джой ловят. Крис умоляет о пощаде, прекрасно зная, что это бесполезно. Завуч не заинтересован в особом отношении к Крису. Завуч выполняет свою работу, появляется Суперкнига. Крис хочет перенестись туда, где он будет королём своего мира. Только на этот раз Суперкнига возьмёт с собой завуча. Суперкнига возвращает их в то время, когда Петру нужно было узнать, что у Бога нет любимчиков. |            |                                                            |                                                                                                |                                       |                |                 |
| 42 | 3          | «Павел и Сила»                                             | Acts 16:6-34 Philippians 4:11-13 1 Thessalonians 5:18                                          | Неизвестно                            | Неизвестно     | 21 августа 2017 |
| Джой заболела, ей должны удалить миндалины. Суперкнига переносит детей в Филиппы, где они слушают проповедь Павла и Силы, которых арестовывают за изгнание демонов. Джой наблюдает за поведением Павла, когда он и Сила возносят хвалу Богу в тюрьме. Павел и Сила чудесным образом освобождаются из тюрьмы в результате землетрясения, а затем дарят Евангелие тюремщику и его семье. Они верят и крестятся как верующие в Иисуса Христа. Джой возвращается домой и клянётся стараться быть радостной даже в самых ужасных обстоятельствах, как Павел и Сила. |            |                                                            |                                                                                                |                                       |                |                 |
| 43 | 4          | «Храм Соломона» «Building the Temple»                      | 1 Chronicles 22:5-10 1 Kings 1:5-40; 8:1-61                                                    | Неизвестно                            | Неизвестно     | 23 февраля 2018 |
| Крис понимает, что не сможет присутствовать на финале национальных соревнований со своей командой Rampaging-Robots и созданным им роботом. Появляется Суперкнига и уносит детей в Древний Израиль, где они встречают сына царя Давида Соломона, который построит храм Господу, спроектированный его отцом. Крис поражён и немного сбит с толку тем, как царь Давид смог спроектировать и подготовить такое удивительное сооружение только для того, чтобы его построил кто-то другой. Крис узнаёт, что план Господа является успешным, и что быть частью Его плана — лучший план из всех. Вернувшись домой, Крис соглашается с тем, что, хотя он не может присутствовать на соревнованиях, он всё же может дать своей команде план и стратегию победы в игре, которые они используют, чтобы выиграть. |            |                                                            |                                                                                                |                                       |                |                 |
| 44 | 5          | «Побег Петра»                                              | Acts 3:1-10; 12:1-17                                                                           | Jerry Yu Ching Bryant Paul Richardson | Len Uhley      | 14 октября 2017 |
| Крис и Гизмо отправляют Джой в кругосветное виртуальное путешествие в Holo-9, чтобы «помочь» ей с её школьным проектом по географии. Когда Джой видит сцены лишений, её потрясает состояние человека. Джой задаётся вопросом, как можно помочь и изменить ситуацию к лучшему. В ответ Суперкнига переносит её, Криса и Гизмо назад во времени к Петру, Роде, Марие и другим последователям Иисуса Христа, чтобы они могли стать свидетелями того, как сила молитвы может привести к чудесным изменениям. |            |                                                            |                                                                                                |                                       |                |                 |
| 45 | 6          | «Иисус исцеляет слепых» «Miracles of Jesus 3/Miracles III» | Gospel Harmony                                                                                 | Неизвестно                            | Len Uhley      | 17 ноября 2017  |
| Джой и Крис идут на рождественское представление, для которого отец Криса запускает огни. Крис вспоминает, что в эту церковь его водил дед. Это заставляет его задуматься, почему они больше не ходят в церковь всей семьёй. Суперкнига появляется, чтобы перенести Джой, Криса и Гизмо в прошлое, чтобы посмотреть, как Иисус Христос исцеляет трёх слепых. Они обнаруживают, что некоторые люди слишком слепы, чтобы видеть в Иисусе Христе Мессию. |            |                                                            |                                                                                                |                                       |                |                 |
| 46 | 7          | «Калеб и Иисус Навин» «Caleb and Joshua»                   | Numbers 11:4-6; 13:1-14:35                                                                     | Неизвестно                            | Неизвестно     | 27 апреля 2018  |
| Крис получает шанс начать играть в футбольной команде. Его волнение быстро утихает, когда он узнаёт, что некоторые товарищи по команде хотят смухлевать, чтобы выиграть. Хуже того, они хотят, чтобы Крис им помог. Крис в смятении. Суперкнига переносит детей в эпизод, в котором они встретили Халева, Иисуса Навина и десять других людей, посланных Моисеем для исследования земли Ханаан, которую Господь обещал израильтянам. Земля Ханаана в точности такая, как описал Бог: изобильная, где течёт молоко и мёд. Тем не менее десять человек могут видеть только исполинов на земле. Дети смотрят, как Халев и Иисус Навин предпочитают следовать за Богом и повиноваться Ему, а не бояться исполинов. Когда дети возвращаются домой, вдохновлённый Крис набирается смелости противостоять своим вредным товарищам по команде, следовать за Богом и поступать правильно.                                      |            |                                                            |                                                                                                |                                       |                |                 |
| 47 | 8          | «Илия и вдова»                                             | 1 Kings 17                                                                                     | Неизвестно                            | Неизвестно     | 25 мая 2018     |
| Фиби отправляет Криса за покупками со списком товаров, чтобы он купил всякое в разных специализированных магазинах. Когда Крис решает, что он знает лучше и может купить всё в одном магазине, Суперкнига переносит детей во времени. Они проводят время с Илией в ущелье Черита и путешествуют с ним в Зарепту. Бог чудесным образом даёт пищу вдове и её сыну, и послушание Илии в конечном итоге возвращает к жизни мёртвого сына вдовы. Крис получает чудесный урок послушания через Илию. Вернувшись домой, Крис применяет то, чему научился, и покупает предметы во всех местах, где просила мама. Только вернувшись домой, Крис узнаёт, что она отправила его за тридевять земель, чтобы он был занят весь день, потому что мама планировала для него сюрприз на день рождения. |            |                                                            |                                                                                                |                                       |                |                 |
| 48 | 9          | «Научи нас молиться» «How Do you Pray»                     | Gospel Harmony                                                                                 | Неизвестно                            | Неизвестно     | 9 августа 2018  |
| Бабушка Криса переезжает из дома, в котором жила много лет. Её муж, дедушка Криса, недавно умер, и дом слишком велик для одного человека. Когда Крис спрашивает, как его дедушка молился, бабушка извиняется и рыдает в другой комнате. Затем Суперкнига переносит детей во времени и они получают урок от Иисуса о том, как молиться. Когда Крис возвращается, он обнаруживает молитвенную карточку, выпавшую из Библии дедушки, и понимает, что дедушка молился теми же словами, которым Иисус учил Своих последователей в молитве «Отче наш». Крис просит бабушку помолиться вместе, и они начинают читать эту молитву. Бабушка объясняет Крису значение каждой строчки и говорит, что это идеальный план для ВСЕЙ молитвы. |            |                                                            |                                                                                                |                                       |                |                 |
| 49 | 10         | «Иеремия»                                                  | Jeremiah 1:4-10; 7:1-11; 18:1-12, 18; 20:1-18; 28:1-17; 38:6-13; 39:1-18; 52:1-30              | Неизвестно                            | Неизвестно     | 16 октября 2018 |
| Когда Крис сталкивается с хулиганами, крадущими деньги у слепого на станции монорельса, он решает противостоять им, но боится того, что произойдёт, если он это сделает. Супекнига увлекает детей в Иерусалим 600 г. до н.э. Там они встречают великого пророка Иеремию, которому грозит унижение и возможная смерть, когда его бросают в цистерну в качестве наказания за то, что он наказал евреев за ослушание. Его жизнь наполнена такой болью и страданиями, что Иеремия иногда проклинает собственное рождение. Тем не менее он всё ещё настойчив, когда Бог говорит ему говорить со своим народом. В самый мрачный час евнух Эвед-Мелех умоляет царя от имени Иеремии, и пророк в конечном итоге спасается. Вернувшись, Крис собирает силы из своей дружбы с Иеремией, чтобы встать лицом к лицу против хулиганов на станции монорельса, во многом так же, как Иеремия противостоял всем грешникам в свои дни. |            |                                                            |                                                                                                |                                       |                |                 |
| 50 | 11         | «Иисус в пустыне» «The Temptations in the Wilderness»      | Gospel Harmony                                                                                 | Неизвестно                            | Неизвестно     | 6 февраля 2019  |
| Когда Крис испытывает искушение сыграть в жестокую видеоигру, запрещённую его родителями, Суперкнига переносит его, Джой и Гизмо в прошлое, чтобы встретить Иисуса Христа в двенадцать лет в Иерусалимском храме, а затем уже во взрослой жизни, когда сатана искушал Его в пустыне. Крис наблюдает, как Иисус борется с искушениями сатаны с помощью Слова Божьего, и Крис проявляет более глубокий интерес к чтению Библии по возвращении домой.. |            |                                                            |                                                                                                |                                       |                |                 |
| 51 | 12         | «Павел и Варнава» «Disciples on a Mission»                 | Acts 5:17-42; 9:26-30; 13:4-13; 14:8-20; 15:36-41 Colossians 4:10 2 Timothy 4:11 Philemon 1:24 | Неизвестно                            | Неизвестно     | 27 марта 2019   |
| Цзя Вэй смущает Криса, приглашая студентов в группу по изучению Библии. Суперкнига увлекает детей в путешествие с Павлом и Варнавой в их миссии по распространению послания Иисуса. Они становятся свидетелями чуда Павла, ослепляющего злого колдуна и обращающего римского губернатора в верующего в Иисуса Христа. Работа становится невыносимой для ученика Иоанна Марка, который бросает работу и возвращается в Иерусалим. Павел и Варнава продолжают распространять Евангелие вопреки невзгодам, включая побивание камнями Павла и разлучение Варнавы и Павла из-за разногласий. Крис принимает их пример близко к сердцу, и когда Суперкнига возвращает его в школу, он, Джой и Гизмо встают на защиту Цзя Вэя и его группы по изучению Библии. Крис делает небольшой, первый шаг на пути к провозглашению Евангелия силой спасения..                                                                         |            |                                                            |                                                                                                |                                       |                |                 |
| 52 | 13         | «Филипп»                                                   | Acts 8:4-40                                                                                    | Неизвестно                            | Неизвестно     | 25 июня 2019    |
| Крис впечатлён новым изобретением отца. Крис жаждет устройства и хочет использовать его силу, чтобы произвести впечатление на своих друзей и заработать много денег. Суперкнига увлекает детей в Самарию. Там они наблюдают, как Филипп, Пётр и Иоанн учат фокусника и его последователей истинной силе Святого Духа. Позже они находят Филиппа в пустыне и становятся свидетелями крещения эфиопского евнуха. Вернувшись домой, Крис стал другим человеком. Он испугался силы Святого Духа и начинает свой путь к крещению.. |            |                                                            |                                                                                                |                                       |                |                 |

#### Сезон 5 (2019-настоящее время)
| № | № в сезоне | Название                                                                                             | Scripture Reference(s) | Режиссёр               | Автор сценария                                | Дата премьеры    |
| --- | ---------- | --- | --- | ---------------------- | --------------------------------------------- | ---------------- |
| 53 | 1          | «Рождение Моисея»                                                                                    | Exodus 1:8-2:10 | Bryant Paul Richardson | David Evan Cunningham (screenplay) Sean Roche | 24 сентября 2019 |
| Когда Джой направляется в аквапарк, она узнаёт, что её родители сегодня помогают на благотворительной акции. Пока Джой пытается решить, что делать, появляется Суперкнига и уносит детей в Древний Египет. Дети встречают Мириам, которая помогает своей семье спрятать своего младшего брата от египтян. Фараон повелел бросить всех еврейских мальчиков в реку Нил. Когда семья больше не может прятать ребёнка, его помещают в корзину и отправляют вниз по реке Нил. Дочь фараона обнаруживает его и решает усыновить младшего брата Мириам своим сыном и называет его Моисеем. Вернувшись домой, Джой понимает, что у Бога был план для Моисея и, возможно, для неё тоже. Она решает искать Бога, чтобы раскрыть этот план, и решает помочь обществу, сосредоточившись на миссии.. |            | | |                        |                                               |                  |
| 54 | 2          | «Никодим»                                                                                            | Gospel Harmony | Bryant Paul Richardson | Sean Roche                                    | 17 декабря 2019  |
| Крис, Джой и Гизмо отправились на лыжную трассу вместе с церковной молодёжной группой. Крис начинает понимать, что на самом деле значит быть христианином. Когда Крис размышляет об этом, Суперкнига внезапно появляется, чтобы перенести Криса, Джой и Гизмо в Иерусалим во время Пасхи. Там они встречаются с Никодимом, уважаемым фарисеем и еврейским учителем. Тёмной ночью дети следуют за Никодимом, чтобы тайно встретиться с Иисусом Христом и узнать, что каждый должен родиться свыше, чтобы увидеть Царство Божие. По возвращении домой Крис делает шаг к воцерковлению, чтобы последовать за Иисусом Христом и стать христианином.. |            | | |                        |                                               |                  |
| 55 | 3          | «Закхей» «Baptism»                                                                                   | Gospel Harmony | Bryant Paul Richardson | Cheryl McKay (screenplay) Sean Roche          | 21 января 2020   |
| Крис взволнован предстоящим крещением настолько, что забывает появиться на волонтёрском мероприятии Джой. Суперкнига увлекает их обратно, чтобы встретить сборщика налогов по имени Закхей в древнем Иерихоне. Дети с удивлением наблюдают, как грешник, такой как Закхей, преображается, когда встречает Иисуса. Радость видит, что Иисус пришёл искать и спасти заблудших, в том числе и её. Джой понимает, что ей также необходимо принять Иисуса Христа как своего Спасителя, как это сделал Закхей, и начинает понимать, почему Крис так взволнован по поводу крещения. Радость молится о принятии Иисуса Христа, а затем рассказывать о Боге со своими родителями.. |            | | |                        |                                               |                  |
| 56 | 4          | «Нагорная проповедь»                                                                                 | Gospel Harmony | Bryant Paul Richardson | Mark Edens (screenplay) Sean Roche            | 3 февраля 2020   |
| Услышав Нагорную проповедь Иисуса Христа, Крис и Джой не могут дождаться, чтобы применить услышанное на практике. Комический хаос является результатом их чрезмерных и ошибочных попыток претворить в жизнь Заповеди Блаженства. Суперкнига появляется, чтобы забрать, чтобы снова услышать проповедь - и идти рядом с учениками, поскольку даже они изо всех сил пытаются понять учение Иисуса Христа и жить по его учению. Крис и Джой становятся свидетелями встречи Иисуса Христом с римским центурионом и узнают, что Царство Божие открыто для всех, кто принимает Господа и пытается идти по узкому пути по стопам Христа. Вернувшись домой, Крис демонстрирует своё новое понимание в группе по изучению Библии, что первый шаг в ведении христианской жизни - это признание того, что вы не сможете сделать это без помощи Божией.. |            | | |                        |                                               |                  |
| 57 | 5          | «Исайя» «Isaiah & Hezekiah'»                                                                         | Isaiah 6:1-13; 22:15-24; 30:1-3; 36—37; 41:10-12; 43:22, 25                                                                           | Bryant P. Richardson   | Cheryl McKay (screenplay) Sean Roche          | 11 марта 2020    |
| Крис и Джой в восторге от предстоящего крещения. Просматривая старые фотоальбомы, Крис задаётся вопросом, почему его семья никогда не ходила в церковь, как его бабушка и дедушка. Фиби подслушивает этот разговор и становится эмоциональной. Крис замечает реакцию своей мамы и хочет задать ей свои вопросы. Суперкнига переносит детей к Исайе пророку, который стал рупором Бога. Крис понимает, что он может быть рупором Бога со своей мамой. Когда он возвращается, его мать признаёт, что её сердце вернулось к Богу с тех пор, как Крис начал говорить о своём крещении. Крис молится со своей мамой в конце, поскольку дверь в её сердце снова начинает открываться Богу. |            | | |                        |                                               |                  |
| 58 | 6          | «Креститься!» «Calling of the Twelve Disciples»                                                      | Gospel Harmony | Bryant P. Richardson   | Cheryl McKay (screenplay) Sean Roche          | 17 апреля 2020   |
| Крис и Джой взволнованы предстоящим крещением, но проливные дожди разрушают их планы. Суперкнига переносит их в прошлое, чтобы узнать, что значит стать ловцами людей. Суперкнига также ловит Элли и берёт её с собой в путешествие. Крис и Джой видят, каково Элли впервые увидеть Иисуса Христа, и помогают ей принять Его как своего Спасителя. Вернувшись домой, погода проясняется, и чин крещения продолжается, включая Элли.! |            | | |                        |                                               |                  |
| 59 | 7          | «Иисус - друг грешников» «The Parable of the Great Supper, The Call of Matthew and The Sinful Woman» | Gospel Harmony | Bryant P. Richardson   | David Balchwin & Sean Roche                   | 12 июня 2020     |
| Джой рада, что у неё появятся новые друзья-христиане и можно будет заняться церковными мероприятиями. Но когда один из самых старых и лучших друзей Джой приглашает её на вечеринку по случаю дня рождения, Джой не решается пойти, потому что это противоречит церковному мероприятию. Джой не знает, как быть «новой ей» среди своих «старых друзей», которые не являются христианами. Что, если они её не примут? Можно ли проводить время с невоцерковленными друзьями? Суперкнига возвращает детей к трём библейским историям: «Притча о Великой вечере», «Призвание Матфея», «Сборщик налогов» и «Грешница». Джой удивляется, когда видит, как Иисус Христос решил проводить много времени с грешниками, сборщиками налогов, бедными и немощными. Иисус Христос принял всех. Джой решает пойти на день рождения Джоли и понимает, что единственный способ, которым она когда-либо сможет стать больше похожей на Иисуса Христа, - это следовать Его примеру во всём, что она делает..                                                           |            | | |                        |                                               |                  |
| 60 | 8          | «Павел хранит веру»                                                                                  | Acts 21:27-36 Romans 8:18, 28, 31-39; 16:1-2 2 Corinthians 1:3-7; 11:23-27; 12:1-10 Philippians 1:21-25; 3:1-14; 4:13 2 Timothy 4:5-8 | Bryant P. Richardson   | David Evan Cunningham (screenplay) Sean Roche | 15 сентября 2020 |
| Жизнь Джой потрясена до глубины души, когда её мама внезапно попала в больницу с серьёзной болезнью. Джой спрашивает, почему Бог просто не исцелит её маму, и задаётся вопросом, что хорошего в Библии, когда происходит что-то настолько ужасное. Суперкнига отправляет детей в Рим во время Великого пожара. Дети знакомятся с апостолом Павлом и христианкой по имени Юния. Павел показывает детям, как христиане страдали за свою веру, но находили силу и надежду в Священных Писаниях. Когда дети возвращаются, у Джой появляется новая перспектива, которая даёт ей смелость делиться любовью Христа со своей мамой.. |            | | |                        |                                               |                  |
| 61 | 9          | «Люби врагов своих» «Garden of Gethsemane and Stoning of Stephen»                                    | Gospel Harmony Acts 6:8-7:60 | TBA                    | TBA                                           | TBA              |
| Крис стал звездой христианской футбольной команды во время победного сезона. Теперь у него есть шанс попасть в региональный All-Stars. Во время отборов его оскорбляют словесно и физически из-за его веры, и первая реакция Криса - дать отпор. Суперкнига отправляет детей в Гефсиманский сад, где они становятся свидетелями ареста Иисуса Христа и того, как Он исцеляет рану слуги. Они слышат слова Иисуса о прощении своих врагов, когда Он умирает на кресте. Водоворот времени перемещает их в будущее, чтобы они стали свидетелями суда над Спасителем, а затем беспомощно наблюдают, как разъярённая толпа забрасывает его камнями. Иисус Христос прощает своих врагов перед смертью. Возвращаясь к отборочным этапам Матча звёзд, Крис понимает, как ему нужно реагировать. Он просит у Бога силы и мудрости. В тесте на ключевые навыки на футбольном поле Крис помогает мальчику, который насмехался над ним, и начинает рассказывать о Боге и Библии..                                                                                 |            | | |                        |                                               |                  |
| 62 | 10         | «Павел и неизвестный Бог, часть 1» «Defending Your Faith ━ Part 1»                                   | Acts 17 | Bryant P. Richardson   | Bryant P. Richardson (screenplay)             | 20 ноября 2020   |
| Супекнига переносит Криса, Джой и Гизмо - а также робота по имени QBIT - в приключение в двух частях во времени и пространстве. В 1-й части вы отправитесь в Афины, где апостол Павел бросает вызов людям, которые верят во многих богов, включая неизвестного Бога. Дети начинают понимать, как рассказывать другим о едином истинном Боге.! |            | | |                        |                                               |                  |
| 63 | 11         | «Павел и неизвестный Бог, часть 2» «Defending Your Faith ━ Part 2»                                   | Acts 18:1-18, 24-28 Romans 1:20 1 Corinthians 1:24; 9:22 Colossians 1:17 Hebrews 11:3                                                 | Bryant P. Richardson   | Bryant P. Richardson (screenplay)             | 20 ноября 2020   |
| Суперкнига переносит Криса, Джой и Гизмо - а также робота QBIT - для встречи с Апостолом Павлом, когда он путешествует из Афин в Коринф. Вы узнаёте, как Бог открывает Себя через творение в грандиозном финале этого приключения, состоящего из двух частей. Дети учатся делиться, так как они знают, что Бог реален. |            | | |                        |                                               |                  |
| 64 | 12         | «Doubting Thomas»                                                                                    | Gospel Harmony | TBA                    | TBA                                           | TBA              |
| [ 70 ] |            | | |                        |                                               |                  |
| 65 | 13         | «Обещание ребёнка»                                                                                   | Genesis 3; 15:5; 18:1-15; 25:22-24 Exodus 2:1-10; 14:21-31 Deuteronomy 18:18 Ruth 4:18-22 1 Samuel 17:1-52 Gospel Harmony             | Bryant Paul Richardson | Sean Roche                                    | 12 ноября 2019   |
| Крис испытывает муки творчества, когда пытается придумать новую рождественскую песню для богослужения молодёжной группы. Ему нужно вдохновение, как в прошлом авторам рождественских песнопений. Суперкнига увлекает наших героев прочь, чтобы они стали свидетелями библейских историй, которые они пережили во время предыдущих поездок Суперкниги, таких как Эдемский сад, Авраам и Сарра, рождение Моисея и руководство Божиим народом из Египта, Руфь и Вооз, Давид и Голиаф. Наконец, дети смотрят, как Ангел Гавриил говорит Марии, что она родит Сына Божьего. После этого Криса, Джой и Гизмо уносят домой, а Крис черпает вдохновение в своей новой песне - "Обещание ребёнка". |            | | |                        |                                               |                  |
| 66 | 14         | «Спасены!»                                                                                           | Jonah 1—2 Daniel 3; 6 | Bryant Paul Richardson | Sean Roche                                    | 20 июля 2020     |
| Крис, Джой, Гизмо и профессор Квантум отправляются в миссионерскую поездку вместе со священником Аароном и молодёжной группой. Профессору не терпится запустить свою систему очистки воды до наступления темноты и до наступления шторма. Крис и Джой с рёвом едут по треку Gizmo-track 8000, чтобы доставить пресную воду в лагерь. По пути дети встречают маленького мальчика по имени Матео. Внезапно появляется Суперкнига, которая уносит Джой, Криса, Гизмо и Матео, в тот момент, когда огромный валун разваливается в грязи и начинает катиться с холма прямо к дому Матео. В своём приключении дети возвращаются к прошлым встречам с Ионой, Даниилом, Седрахом, Мисахом и Авденаго. Им напоминают, что Бог слышит молитвы, отвечает на них и имеет силу чудесным образом спасти Свой народ. По возвращении в наше время дети присоединяются к молитве как раз вовремя, чтобы стать свидетелями современного чуда, поскольку валун едва не проходит мимо дома Матео. Шторм наконец утихает, и миссионерская группа помогает местным жителям. |            | | |                        |                                               |                  |

## Примечание
1. ↑  Red, Isah. 'Superbook' airs on GMA 7. Manila Standard. Дата обращения: 13 июля 2014. Архивировано из оригинала 14 июля 2014 года.
2. ↑  Superbook Classic – Fan Site. Christian Broadcasting Network. CBN.com. Дата обращения: 1 августа 2020. Архивировано 16 февраля 2023 года.
3. 1 2  SuperBook (1981–1982) Anime oyako gekijô (original title). imdb.com. Дата обращения: 16 мая 2020.
4. ↑  Superbook. Christian Broadcasting Network. CBN.com (20 июля 2016). Дата обращения: 20 июля 2016. Архивировано 21 июля 2016 года.
5. ↑  All Videos. Superbook. Christian Broadcasting Network. Дата обращения: 3 августа 2020. Архивировано 23 сентября 2020 года.
6. ↑  Superbook – Animation Series – History. Christian Broadcasting Network. CBN.com. Дата обращения: 1 августа 2020. Архивировано 18 декабря 2022 года.
7. ↑  In The Beginning. Superbook. Christian Broadcasting Network. Дата обращения: 30 ноября 2020. Архивировано 31 декабря 2020 года.
8. ↑  The Test! Superbook. Christian Broadcasting Network. Дата обращения: 30 ноября 2020. Архивировано 25 ноября 2020 года.
9. ↑  Jacob and Esau. Superbook. Christian Broadcasting Network. Дата обращения: 30 ноября 2020. Архивировано 25 ноября 2020 года.
10. ↑  Let My People Go! Superbook. Christian Broadcasting Network. Дата обращения: 30 ноября 2020. Архивировано 31 декабря 2020 года.
11. ↑  The Ten Commandments. Superbook. Christian Broadcasting Network. Дата обращения: 30 ноября 2020. Архивировано 25 ноября 2020 года.
12. ↑  A Giant Adventure. Superbook. Christian Broadcasting Network. Дата обращения: 30 ноября 2020. Архивировано 31 декабря 2020 года.
13. ↑  Roar! Superbook. Christian Broadcasting Network. Дата обращения: 30 ноября 2020. Архивировано 25 ноября 2020 года.
14. ↑  The First Christmas. Superbook. Christian Broadcasting Network. Дата обращения: 30 ноября 2020. Архивировано 25 ноября 2020 года.
15. ↑  Miracles of Jesus. Superbook. Christian Broadcasting Network. Дата обращения: 30 ноября 2020. Архивировано 31 декабря 2020 года.
16. ↑  The Last Supper. Superbook. Christian Broadcasting Network. Дата обращения: 30 ноября 2020. Архивировано 25 ноября 2020 года.
17. ↑  He Is Risen! Superbook. Christian Broadcasting Network. Дата обращения: 30 ноября 2020. Архивировано 31 декабря 2020 года.
18. ↑  The Road to Damascus. Superbook. Christian Broadcasting Network. Дата обращения: 30 ноября 2020. Архивировано 31 декабря 2020 года.
19. ↑  Revelation! Superbook. Christian Broadcasting Network. Дата обращения: 30 ноября 2020. Архивировано 25 ноября 2020 года.
20. ↑  Jonah. Superbook. Christian Broadcasting Network. Дата обращения: 30 ноября 2020. Архивировано 6 января 2020 года.
21. ↑  Joseph and Pharaoh's Dream. Superbook. Christian Broadcasting Network. Дата обращения: 30 ноября 2020. Архивировано 6 января 2020 года.
22. ↑  The Fiery Furnace! Superbook. Christian Broadcasting Network. Дата обращения: 30 ноября 2020. Архивировано 25 ноября 2020 года.
23. ↑  Rahab and the Walls of Jericho. Superbook. Christian Broadcasting Network. Дата обращения: 30 ноября 2020. Архивировано 31 декабря 2020 года.
24. ↑  Esther - For Such a Time as This. Superbook. Christian Broadcasting Network. Дата обращения: 30 ноября 2020. Архивировано 25 ноября 2020 года.
25. ↑  John the Baptist. Superbook. Christian Broadcasting Network. Дата обращения: 30 ноября 2020. Архивировано 31 декабря 2020 года.
26. ↑  Paul and the Shipwreck. Superbook. Christian Broadcasting Network. Дата обращения: 30 ноября 2020. Архивировано 25 ноября 2020 года.
27. ↑  Job. Superbook. Christian Broadcasting Network. Дата обращения: 30 ноября 2020. Архивировано 25 ноября 2020 года.
28. ↑  Noah and the Ark. Superbook. Christian Broadcasting Network. Дата обращения: 30 ноября 2020. Архивировано 31 декабря 2020 года.
29. ↑  Gideon. Superbook. Christian Broadcasting Network. Дата обращения: 30 ноября 2020. Архивировано 31 декабря 2020 года.
30. ↑  Peter's Denial. Superbook. Christian Broadcasting Network. Дата обращения: 30 ноября 2020. Архивировано 25 ноября 2020 года.
31. ↑  The Prodigal Son. Superbook. Christian Broadcasting Network. Дата обращения: 30 ноября 2020. Архивировано 25 ноября 2020 года.
32. ↑  Elijah and the Prophets of Baal. Superbook. Christian Broadcasting Network. Дата обращения: 30 ноября 2020. Архивировано 25 ноября 2020 года.
33. ↑  Ruth. Superbook. Christian Broadcasting Network. Дата обращения: 30 ноября 2020. Архивировано 6 января 2020 года.
34. ↑  Tower of Babel and the Day of Pentecost. Superbook. Christian Broadcasting Network. Дата обращения: 30 ноября 2020. Архивировано 28 января 2020 года.
35. ↑  The Birth of John the Baptist. Superbook. Christian Broadcasting Network. Дата обращения: 30 ноября 2020. Архивировано 6 января 2020 года.
36. ↑  Isaac and Rebekah. Superbook. Christian Broadcasting Network. Дата обращения: 30 ноября 2020. Архивировано 6 января 2020 года.
37. ↑  Naaman and the Servant Girl. Superbook. Christian Broadcasting Network. Дата обращения: 30 ноября 2020. Архивировано 18 октября 2021 года.
38. ↑  Samuel. Superbook. Christian Broadcasting Network. Дата обращения: 30 ноября 2020. Архивировано 28 января 2020 года.
39. ↑  David and Saul. Superbook. Christian Broadcasting Network. Дата обращения: 30 ноября 2020. Архивировано 6 января 2020 года.
40. ↑  Nehemiah. Superbook. Christian Broadcasting Network. Дата обращения: 30 ноября 2020. Архивировано 6 января 2020 года.
41. ↑  Elisha and the Syrians. Superbook. Christian Broadcasting Network. Дата обращения: 30 ноября 2020. Архивировано 6 января 2020 года.
42. ↑  Lazarus. Superbook. Christian Broadcasting Network. Дата обращения: 30 ноября 2020. Архивировано 6 января 2020 года.
43. ↑  King Solomon. Superbook. Christian Broadcasting Network. Дата обращения: 30 ноября 2020. Архивировано 24 февраля 2020 года.
44. ↑  Nebuchadnezzar's Dream. Superbook. Christian Broadcasting Network. Дата обращения: 30 ноября 2020. Архивировано 6 января 2020 года.
45. ↑  The Good Samaritan. Superbook. Christian Broadcasting Network. Дата обращения: 30 ноября 2020. Архивировано 6 января 2020 года.
46. ↑  Jesus Feeds the Hungry. Superbook. Christian Broadcasting Network. Дата обращения: 30 ноября 2020. Архивировано 25 ноября 2020 года.
47. ↑  Peter and Cornelius. Superbook. Christian Broadcasting Network. Дата обращения: 30 ноября 2020. Архивировано 25 ноября 2020 года.
48. ↑  Paul and Silas. Superbook. Christian Broadcasting Network. Дата обращения: 30 ноября 2020. Архивировано 31 декабря 2020 года.
49. ↑  Building the Temple. Superbook. Christian Broadcasting Network. Дата обращения: 30 ноября 2020. Архивировано 25 ноября 2020 года.
50. ↑  Peter's Escape. Superbook. Christian Broadcasting Network. Дата обращения: 30 ноября 2020. Архивировано 25 ноября 2020 года.
51. ↑  Jesus Heals the Blind. Superbook. Christian Broadcasting Network. Дата обращения: 30 ноября 2020. Архивировано 17 декабря 2020 года.
52. ↑  Caleb and Joshua. Superbook. Christian Broadcasting Network. Дата обращения: 30 ноября 2020. Архивировано 25 ноября 2020 года.
53. ↑  Elijah and the Widow. Superbook. Christian Broadcasting Network. Дата обращения: 30 ноября 2020. Архивировано 31 декабря 2020 года.
54. ↑  Teach Us to Pray. Superbook. Christian Broadcasting Network. Дата обращения: 30 ноября 2020. Архивировано из оригинала 25 ноября 2020 года.
55. ↑  Jeremiah. Superbook. Christian Broadcasting Network. Дата обращения: 30 ноября 2020. Архивировано 31 декабря 2020 года.
56. ↑  Jesus in the Wilderness. Superbook. Christian Broadcasting Network. Дата обращения: 30 ноября 2020. Архивировано 25 ноября 2020 года.
57. ↑  Paul and Barnabas. Superbook. Christian Broadcasting Network. Дата обращения: 30 ноября 2020. Архивировано 25 ноября 2020 года.
58. ↑  Philip. Superbook. Christian Broadcasting Network. Дата обращения: 30 ноября 2020. Архивировано 25 ноября 2020 года.
59. ↑  The Birth of Moses. Superbook. Christian Broadcasting Network. Дата обращения: 30 ноября 2020. Архивировано 25 ноября 2020 года.
60. ↑  Nicodemus. Superbook. Christian Broadcasting Network. Дата обращения: 30 ноября 2020. Архивировано 31 декабря 2020 года.
61. ↑  Zacchaeus. Superbook. Christian Broadcasting Network. Дата обращения: 30 ноября 2020. Архивировано 25 ноября 2020 года.
62. ↑  Sermon on the Mount. Superbook. Christian Broadcasting Network. Дата обращения: 30 ноября 2020. Архивировано 31 декабря 2020 года.
63. ↑  Isaiah. Superbook. Christian Broadcasting Network. Дата обращения: 30 ноября 2020. Архивировано 31 декабря 2020 года.
64. ↑  Baptized! Superbook. Christian Broadcasting Network. Дата обращения: 30 ноября 2020. Архивировано 31 декабря 2020 года.
65. ↑  Jesus – Friend of Sinners. Superbook. Christian Broadcasting Network. Дата обращения: 30 ноября 2020. Архивировано 25 ноября 2020 года.
66. ↑  Paul Keeps the Faith. Superbook. Christian Broadcasting Network. Дата обращения: 30 ноября 2020. Архивировано 31 декабря 2020 года.
67. ↑  Love Your Enemies. Superbook. Christian Broadcasting Network. Дата обращения: 30 ноября 2020. Архивировано 27 февраля 2021 года.
68. ↑  Paul and the Unknown God Part 1. Superbook. Christian Broadcasting Network. Дата обращения: 30 ноября 2020. Архивировано 31 декабря 2020 года.
69. ↑  Paul and the Unknown God Part 2. Superbook. Christian Broadcasting Network. Дата обращения: 30 ноября 2020. Архивировано 29 ноября 2020 года.
70. ↑  Doubting Thomas. Superbook. Christian Broadcasting Network. Дата обращения: 30 ноября 2020. Архивировано 28 июля 2020 года.
71. ↑  The Promise of a Child. Superbook. Christian Broadcasting Network. Дата обращения: 30 ноября 2020. Архивировано 31 декабря 2020 года.
72. ↑  Rescued! Superbook. Christian Broadcasting Network. Дата обращения: 30 ноября 2020. Архивировано 31 декабря 2020 года.